# Lévai Zoltán
Lévai Zoltán (Esztergom, 1996. január 30. –) világ- és Európa-bajnoki ezüstérmes magyar birkózó.

## Pályafutása
2016-ban 74 kilogrammos súlycsoportban junior Európa-bajnoki címet szerzett. 2021-ben és 2023-ban is U23-as Európa-bajnok, előbb 75, majd 85 kilogrammos súlycsoportban. A 2020-as római Európa-bajnokságon 77 kilogrammban szerzett ezüstérmet. 2021-ben pályafutása is veszélybe került, szívizomgyulladással kezelték, hónapokat hagyott ki, 2022 elején tért vissza a birkózó szőnyegre. Ezt követően 2022 nyarán  Varsóban megnyerte a rangos Pytlasinski-emlékversenyt. A szeptemberben Belgrádban rendezett világbajnokságon 77 kilogrammban ezüstérmet szerzett. A 2023-as Európa-bajnokságon bronzérmes volt 77 kilogrammban. A 2024-es párizsi olimpián 77 kilogrammban a negyeddöntőben esett ki, miután kikapott az azeri Sanan Suleymanovtól.

## Családja
Edzője édesapja, idősebb Lévai Zoltán, testvére, Lévai Tamás szintén birkózó.

## Eredményei
| Év   | Esemény          | Helyszín             | Eredmény | Súlycsoport         |
| ---- | ---------------- | -------------------- | -------- | ------------------- |
| 2020 | Európa-bajnokság | Róma, Olaszország    | 2.       | kötöttfogás - 77 kg |
| 2022 | Világbajnokság   | Belgrád, Szerbia     | 2.       | kötöttfogás - 77 kg |
| 2023 | Európa-bajnokság | Zágráb, Horvátország | 3.       | kötöttfogás - 77 kg |